# Escuela de coraje
Escuela de coraje (en ruso: Школа мужества, romanizado: Shkola Muzhestva) es una película soviética de guerra y aventuras de 1954 dirigida por Vladímir Básov y Mstislav Korchagin. Está basada en la novela «Escuela» de 1929 del escritor de literatura infantil Arkadi Gaidar. Destinada al público juvenil, se convirtió en 1954 en líder de la taquilla soviética (décimo lugar con 27,2 millones de espectadores). La película supuso el debut como director de Vladímir Básov y Mstislav Korchagin (quien murió en un accidente aéreo justo después de finalizar el rodaje) y el debut como actor de Rolán Bikov y Leonid Jaritónov.

## Sinopsis
La película trata de un estudiante de secundaria ruso, Boris Golikov (Leonid Jaritónov), durante la Primera Guerra Mundial. Ha sido influenciado por el patriotismo zarista oficial de la época y, en consecuencia, se horroriza cuando se entera de que su padre ha desertado del frente. Pero el arresto y ejecución de su padre, y luego la influencia del camarada de su padre, que se ha unido a las fuerzas bolcheviques, lo llevan a unirse al Ejército Rojo en el frente del Don. Entra en el destacamento del ex maestro Semion Galka. Con el destacamento, atraviesa la retaguardia del Ejército Blanco para unirse a las fuerzas principales del Ejército Rojo.

## Elenco
- Leonid Jaritónov como Boris Golikov
- Mark Bernes como Afansi Chubuk
- Vladimir Yemelyanov como líder guerrillero
- Nikolái Garin como coronel Zhikharev
- Georgi Gumilevsky como Akim Ryabukha
- Vadim Zakharchenko como Syrtsov
- Mijaíl Pugovkin como Shmakov
- Nikolái Grabbe como Jan, aka Iván, guerrillero
- Vladímir Gorelov como gitano
- Roza Makagonova como Verka, campesina
- Evgeniya Melnikova como la madre de Gorikov
- Piotr Chernov como el padre de Gorikov
- Grigori Mijaílov como el padre de Verka
- Rolán Bikov como un estudiante[6]

Fuente: Mosfilm

## Premios
- 1954 — Mejor película educativa en el 8.º Festival Internacional de Cine de Karlovy Vary.[1][8]